# أليس جيمس
أليس جيمس (بالإنجليزية: Alice James)‏ هي كاتِبة أمريكية، ولدت في 7 أغسطس 1848 في نيويورك في الولايات المتحدة، وتوفيت في 6 مارس 1892 في لندن في المملكة المتحدة بسبب سرطان الثدي.